# Tahmasp I.
Tahmasp I. (perz. شاه تهماسب یکم; Isfahan, 22. veljače 1514. – Kazvin, 14. svibnja 1576.), šah Irana i drugi vladar iz safavidske dinastije.
Rođen je u malenom naselju Šahabad pokraj Isfahana kao najstariji sin šaha Ismaila I. i kraljice Tadžlu Hanom. Na prijestolje je stupio u dobi od samo 10 godina zbog čega je početkom vladavine bio pod snažnim utjecajem kizilbaških starješina, no ubrzo se pokazao sposobnim vladarom koji će upravljati Iranom duže od pola stoljeća. Njegova vladavina obilježena je vojnim sukobima protiv sunitskih sila - Osmanlija na zapadu odnosno Uzbeka na sjeveroistoku, ali i dobrim bilateralnim odnosima s indijskim Mogulskim Carstvom na čiji je dvor značajno počela utjecati iranska kultura. Osim po političkom angažmanu, Tahmasp je ostao upamćen i po poticaju razvitka masovne proizvodnje sagova. Umro je u Kazvinu 1576. godine, a sahranjen je u obiteljskoj grobnici u Ardabilu. Nakon njegove smrti na carskom dvoru zavladao je kaos zbog sukoba dvojice njegovih sinova, Ismaila II. i Muhameda Hodabande.

## Poveznice
- Safavidsko Carstvo

| Prethodnik: | Iranski šah (safavidska dinastija) (23. svibnja 1524. - 14. svibnja 1576.) | Nasljednik: |
| Ismail I.   | Iranski šah (safavidska dinastija) (23. svibnja 1524. - 14. svibnja 1576.) | Ismail II.  |